# Bogdása, Baranya
Bogdása este un sat în districtul Sellye, județul Baranya, Ungaria, având o populație de 291 de locuitori (2011). 

## Demografie
Componența etnică a satului Bogdása
     Maghiari (73,68%)
     Romi (23,51%)
     Croați (2,81%)
Componența confesională a satului Bogdása
     Romano-catolici (42,96%)
     Reformați (8,93%)
     Fără religie (7,9%)
     Luterani (1,03%)
     Atei (1,03%)
     Necunoscută (38,14%)
     Alte religii (1,37%)
Conform recensământului din 2011, satul Bogdása avea 291 de locuitori. Din punct de vedere etnic, majoritatea locuitorilor (73,68%) erau maghiari, existând și minorități de romi (23,51%) și croați (2,81%). Nu există o religie majoritară, locuitorii fiind romano-catolici (42,96%), reformați (8,93%), persoane fără religie (7,9%), atei (1,03%) și luterani (1,03%). Pentru 38,14% din locuitori nu este cunoscută apartenența confesională.